# Lifelines (álbum de David Knopfler)
Lifelines es el quinto disco en solitario de David Knopfler. Grabado en el estudio de Peter Gabriel y lanzado en 1991, este álbum marca el final a la experimentación de Knopfler con samplers e instrumentos electrónicos. 
Mientras que el mismo David no está orgulloso de la producción y su instrumentación digital, este sigue siendo su disco más maduro de esa fecha. 
Abordar temas de la política, la soledad, el amor perdido, la guerra y la religión en las canciones es irresistiblemente hermosa como 'Rise Again', 'Guiding Star " y " Bloodline " este es un disco bien recibido por los fanes. Esto es Rock & Roll en estado puro.

## Canciones
1. Rise Again
2. Guiding Star
3. Yeah... But What Do Men Want?
4. Falling
5. Like Lovers Do
6. Lonly Is The Night
7. The Bloodline
8. A Dream So Strong
9. I Will Always Be

## Músicos
- Simon Clarke: Guitarra y Programaciones
- BJ Cole: Coros
- Eddie Conrad: Órgano
- Curt Cress: Pedal steel guitar
- John Giblin: Percusiones
- Rocq-e Harrell: Batería
- Jan Hollestelle: Bajo
- Ruth Jacott: Coros
- Michael George Jackson: Coros
- David Knopfler: Voz, Guitarra, Sintetizador y Piano
- Bert Meulendijk: Coros
- Charlie Morgan: Guitar (Pista 5)
- Bub Roberts: Hat y Tambores (Pista 6)
- Bela Santa: Guitarra
- Forrest Thomas: Chelo, Coros
- Adriaan Van'T Wout: Viola

## Productor
- David Knopfler

- Datos: Q3832192